# União da Colina
GRES União da Colina é uma escola de samba de Além Paraíba, MG. Uma das mais tradicionais escolas da cidade, sagrou-se bicampeã em 2011 com um enredo em homenagem à internet, ao empatar com a Mocidade.

## Segmentos

### Presidentes
| Nome               | Mandato        | Ref.  |
| ------------------ | -------------- | ----- |
| Flavinho Magalhães | ? - atualidade | [ 4 ] |

## Carnavais
| Ano  | Colocação            | Enredo                                                                                     | Carnavalesco                   | Intérprete       | Ref.        |
| ---- | -------------------- | ------------------------------------------------------------------------------------------ | ------------------------------ | ---------------- | ----------- |
| 2006 | 4°Lugar              | -                                                                                          | -                              |                  |             |
| 2007 | Campeã               | Desastres nunca mais; A União da Colina pede Paz                                           | Emanuel Ribeiro                |                  | [ 1 ]       |
| 2008 | Vice-campeã          | Alquimia – A magia da transformação                                                        |                                |                  | [ 1 ]       |
| 2009 | 3°Lugar              |                                                                                            |                                |                  |             |
| 2010 | Campeã               | Na fé quem crê , a paz e felicidade irá obter...                                           | Emanuel Ribeiro                |                  |             |
| 2011 | Campeã               | Uma fantástica viagem nas ondas da internet Compositores:Julinho Cá e Oswaldo de Quintino. | Emanuel Ribeiro e Sidney Rocha | Pitty de Menezes | [ 2 ] [ 3 ] |
| 2012 | Não ocorreu Concurso | -                                                                                          | -                              | -                |             |
| 2013 | Não desfilou         | -                                                                                          | -                              | -                |             |
| 2014 | Não ocorreu Concurso | -                                                                                          | -                              | -                |             |
| 2015 | Não desfilou         | -                                                                                          | -                              | -                |             |
| 2016 | 4° Lugar             | Realeza Africana ,Desce a Colina Exaltando sua Raça, em cores e Versos                     | André Veloso                   | Érick Corrêa     |             |
| 2017 | Hors Concurs         |                                                                                            |                                |                  |             |
| 2018 | Campeã               | Entre religiões, mitos , lendas e superstições. O Brasil é o país da diversidade cultural  |                                | Nêgo Lindo       |             |
| 2019 |                      |                                                                                            |                                |                  |             |